# 해석학적 신학
해석학적 신학이란 신학을 교리적·주석적으로 보지 않고 신학의 참된 역할로서 해석학적 면을 중시하는 것이다. 신학은 하나님에 대한 해석이므로, 성경을 통한 하나님에 대한 해석적 작업이 신학이다. 따라서 해석학적 신학은 기독교 역사에 나타난 신학자들의 해석학적 방법들을 고찰하고 참된 신학의 본질을 찾는 작업이다. 신 해석학파의 주된 인물로는 어네스트 푹스와 게하르트 에벨링과 같은 학자들이 대표적이다. 에벨링은 루터를 해석학적 신학의 관점에서 연구한 대표적인 학자이다.

## 성경해석의 역사
해석하는 작업은 아담에서부터 시작하여 모세를 비롯한 선지자들 그리고 예수 그리스도와 바울에게도 가장 중요한 사역이었다. 교회사를 통하여 보면 신학의 역사는 성경 해석의 역사이다. 최초의 조직신학자였던 오리겐 역시 그의 중요한 과업 역시 해석학 신학의 활동 이었다.

## 해석학적 신학과 신학적 해석의 차이
학자들은 해석학적 신학과 신학적 해석학의 차이점을 분명하게 정의하기가 어렵다고 한다. 두 개의 말은 서로 상호 교환되는 경우도 많이 있다. 하지만 신학적 해석학은 신학적이며 철학적인 방법을 통하여 해석학에 그 비중을 많이 두고, 해석학적 신학은 해석학적인 방법을 통하여 신학을 이해하고 신학의 참된 본질을 찾으려는 시도이다. 방법과 내용면에서 비슷하지만 연구의 방향과 목적에 있어서 차이가 있다고 볼 수 있다. 그러나 신학적 해석학은 제한적인 분야에 국한되는 인상을 주지만, 해석학적 신학이 좀 더 포괄적이라고 볼 수 있다.

## 같이 보기
- 신학적 해석학